# Tỉnh tự trị Xã hội chủ nghĩa Kosovo
Tỉnh tự trị Xã hội chủ nghĩa Kosovo, được gọi đơn giản là Kosovo, là một trong hai tỉnh tự trị của Cộng hòa Xã hội chủ nghĩa Serbia thuộc Nam Tư (tỉnh còn lại là Vojvodina), từ năm 1945 đến 1990, đến khi được đổi tên thành tỉnh tự trị Kosovo và Metohija.
Từ năm 1945 đến năm 1963, khu vực được đặt tên chính thức là Khu tự trị Kosovo và Metohija, với mức độ tự quản thấp hơn tỉnh tự trị Vojvodina. Năm 1963, Kosovo được trao quyền tự trị ngang bằng với Vojvodina, và theo đó tên chính thức được đổi thành tỉnh tự trị Kosovo và Metohija. Năm 1968, thuật ngữ "Metohija" bị loại bỏ, và từ "xã hội chủ nghĩa" được đưa vào, đổi tên chính thức của tỉnh thành tỉnh tự trị Xã hội chủ nghĩa Kosovo. Năm 1974, cả hai tỉnh tự trị (Vojvodina và Kosovo) đều được trao mức độ quyền tự trị tăng lên đáng kể. Năm 1989, dưới thời chủ tịch của Slobodan Milošević, mức độ tự chủ này bị giảm bớt. Năm 1990, thuật ngữ "Metohija" được đưa lại vào tên tỉnh, còn "xã hội chủ nghĩa" bị loại bỏ. Kể từ thời điểm đó, tên chính thức của tỉnh một lần nữa là tỉnh tự trị Kosovo và Metohija, như từ năm 1963 đến 1968.

## Bối cảnh
Cho đến năm 1912, khu vực Kosovo nằm dưới quyền cai trị của Ottoman.  Sau Chiến tranh Balkan lần thứ nhất, khu vực được sáp nhập vào Vương quốc Serbia theo Hiệp ước London. Vào thời điểm Serbia sáp nhập Kosovo (1912–1913), hiến pháp 1903 vẫn còn hiệu lực. Hiến pháp này yêu cầu một Đại hội Quốc dân trước khi biên giới của Serbia có thể được mở rộng để bao gồm cả Kosovo; nhưng không có Đại hội Quốc dân như vậy từng được tổ chức. Về mặt hiến pháp, lẽ ra Kosovo sẽ không trở thành một phần của Vương quốc Serbia. Ban đầu khu vực được cai trị bằng sắc lệnh. Các đảng phái chính trị của Serbia và quân đội không thể thống nhất về cách cai trị các vùng lãnh thổ mới chinh phục; cuối cùng điều này được giải quyết bằng một sắc lệnh hoàng gia.
Năm 1918, khu vực Kosovo cùng phần còn lại của Serbia, trở thành một phần của Vương quốc của người Serb, người Croat và người Sloven (từ năm 1929 được đổi tên thành Vương quốc Nam Tư).  Trong thời kỳ giữa hai thế chiến (1918-1941), tình trạng hiến pháp của khu vực Kosovo trong Nam Tư vẫn chưa được giải quyết. Năm 1941, Vương quốc Nam Tư bị Đức Quốc xã và các đồng minh tấn công và chiếm đóng. Khu vực Kosovo bị chiếm đóng bởi người Đức (phần phía bắc), người Ý (phần trung tâm) và người Bulgaria (phần phía đông). Vùng chiếm đóng của Ý chính thức được sáp nhập vào Albania phát xít. Điều này đánh dấu khởi đầu cuộc đàn áp quần chúng người dân tộc Serb ở các vùng bị sáp nhập thuộc Metohija và miền trung Kosovo. Một nền cai trị khủng bố đã được thực thi bởi tổ chức dân tộc chủ nghĩa Albania Balli Kombëtar và bởi Sư đoàn SS Skanderbeg, được Heinrich Himmler lập ra. Đến cuối năm 1944, dân số Serb trong khu vực đã giảm xuống.
Năm 1944, Tito viết rằng khu vực "sẽ có được quyền tự trị rộng rãi hơn, và vấn đề đơn vị liên bang nào mà họ tham gia sẽ phụ thuộc vào chính người dân, thông qua các đại diện của họ" mặc dù trên thực tế, việc ra quyết định là tập trung và phi dân chủ. Có nhiều đề xuất khác nhau để sáp nhập Kosovo vào các khu vực khác (thậm chí với Albania) nhưng vào năm 1945, người ta quyết định sáp nhập Kosovo vào Cộng hòa Xã hội chủ nghĩa Serbia. Tuy nhiên, một phần của tỉnh (vilayet) Kosovo cũ được trao cho nước cộng hòa Macedonia mới (bao gồm cả thủ phủ cũ Skopje), trong khi một phần khác được chuyển cho Montenegro (chủ yếu là Pljevlja, Bijelo Polje và Rožaje), cũng là một thực thể mới. Vào tháng 7 năm 1945, "Hội đồng nhân dân khu vực" của Kosovo đã thông qua "Nghị quyết về việc sáp nhập Kosovo–Metohija vào Serbia liên bang".

## 1945–1963
Từ năm 1945 đến năm 1963, đây là Khu tự trị Kosovo và Metohija' (tiếng Serbia-Croatia: Autonomna Kosovsko-Metohijska Oblast / Autonomna Kosovsko-Metohijska Oblast), có mức độ tự chủ thấp hơn Vojvodina.
Khu tự trị Kosovo và Metohija được thành lập vào ngày 3 tháng 9 năm 1945. Sau khi quan hệ với Cominform bị phá vỡ vào năm 1948, Nam Tư thắt chặt một số chính sách nhất định, bao gồm tập thể hóa chặt chẽ hơn. Điều này dẫn đến việc giảm sản lượng ngũ cốc nghiêm trọng tại Kosovo; đã xảy ra tình trạng thiếu lương thực trên khắp Nam Tư. Song song với điều này, chính phủ Albania bắt đầu chỉ trích sự cai trị của Nam Tư đối với Kosovo; chính phủ Nam Tư đáp trả bằng các cuộc đàn áp người dân địa phương, nhằm tìm kiếm "những kẻ phản bội" và "những kẻ theo cột trụ thứ năm", mặc dù nhóm ủng hộ ngầm Tirana sớm nhất không được thành lập cho đến đầu thập niên 1960.
Vào giữa thập niên 1950, Hội đồng của Cộng hoà Nhân dân Serbia quyết định rằng khu Leposavić (187 km2) được nhượng lại cho Khu tự trị Kosovo và Metohija, theo yêu cầu của ban lãnh đạo Kosovo. Cho đến lúc đó, đây là một phần của srez Kraljevo, có dân cư hoàn toàn là người Serb. Sau đó, số lượng người Serb giảm mạnh (nhưng vẫn là đông nhất).  Năm 1959, Leposavić được sáp nhập vào tỉnh.
Sau rạn nứt Tito-Stalin vào năm 1948, quan hệ giữa Albania theo chủ nghĩa Stalin và Nam Tư cũng bị rạn nứt. Chính sách ngôn ngữ có tầm quan trọng tối đa ở Nam Tư cộng sản, do đây là quốc gia sau Thế chiến thứ hai được tổ chức lại thành liên minh các quốc gia được xác định theo ngôn ngữ dân tộc, tương tự chính sách dân tộc của Liên Xô giữa hai thế chiến. Tại Kosovo sau chiến tranh, tiếng Albania địa phương được đẩy xa với tiêu chuẩn tiếng Albania của nhóm phương ngữ Tosk, bằng cách dựa trên phương ngữ Kosovo của nhóm Gheg. Kết quả là, một ngôn ngữ Kosovo tiêu chuẩn được hình thành. Tuy nhiên, sau khi Albania và Nam Tư xích lại gần nhau vào đầu những năm 1970, Beograd áp dụng tiêu chuẩn tiếng Albania dựa trên nhóm Tosk của Albania, điều này đã chấm dứt thời kỳ hưng thịnh ngắn ngủi của ngôn ngữ Kosovo dựa trên nhóm Gheg.

## 1963–1968
Tỉnh tự trị Kosovo và Metohija (tiếng Serbia-Croatia: Аутономна Покрајина Косово и Метохија / Autonomna Pokrajina Kosovo i Metohija, tiếng Albania: Krahina Autonome e Kosovës dhe Metohisë) là tên được sử dụng từ năm 1963 đến năm 1968, sau đó thuật ngữ "Metohija" bị loại bỏ, và từ "xã hội chủ nghĩa" được thêm vào.
Kosovo chính thức trở thành một tỉnh tự trị vào năm 1963, sau cải cách hiến pháp, và vị thế của tỉnh được cân bằng với vị thế của Vojvodina. Căng thẳng giữa sắc dân Albania và chính phủ Nam Tư và Serbia ở mức đáng kể, không chỉ do căng thẳng dân tộc mà còn do những lo ngại về ý thức hệ chính trị, đặc biệt là liên quan đến quan hệ với nước láng giềng Albania. Các biện pháp đàn áp khắc nghiệt được áp dụng đối với người Albania tại Kosovo do nghi ngờ rằng họ có cảm tình với các chính sách Stalinist của Enver Hoxha tại Albania. Năm 1956, một phiên tòa chiếu lệ tại Priština được tổ chức, trong đó nhiều người cộng sản thuộc dân tộc Albania ở Kosovo bị kết tội là những kẻ xâm nhập từ Albania và bị kết án tù dài hạn. Quan chức cộng sản cấp cao người Serbia Aleksandar Ranković tìm cách đảm bảo vị thế của người Serb tại Kosovo và trao cho họ quyền thống trị trong giới cán bộ của Kosovo.
Hồi giáo tại Kosovo vào thời điểm này bị đàn áp và cả người Albania và người Slav Hồi giáo đều được khuyến khích tự nhận mình là người Thổ Nhĩ Kỳ và di cư sang Thổ Nhĩ Kỳ. Đồng thời người Serb và người Montenegro thống trị chính phủ, lực lượng an ninh và việc làm công nghiệp tại Kosovo. Người Albania phẫn nộ trước những tình trạng này và phản đối chúng vào cuối những năm 1960, cáo buộc các hành động của chính quyền tại Kosovo là thực dân, cũng như yêu cầu Kosovo trở thành một nước cộng hòa, hoặc tuyên bố ủng hộ Albania.

## 1968–1990
Tỉnh tự trị Xã hội chủ nghĩa Kosovo (tiếng Serbia-Croatia: Социјалистичка Аутономна Покрајина Косово / Socijalistička Autonomna Pokrajina Kosovo, tiếng Albania: Krahina Socialiste Autonome e Kosovës) là tên được sử dụng từ năm 1968, khi tiền tố "Xã hội chủ nghĩa" được thêm vào, và thuật ngữ "Metohija" bị loại bỏ. Tên Tỉnh tự trị Xã hội chủ nghĩa Kosovo được chính thức sử dụng cho đến năm 1990, khi thuật ngữ "Metohija" được đưa trở lại vào tên chính thức, và tiền tố "xã hội chủ nghĩa" bị loại bỏ.

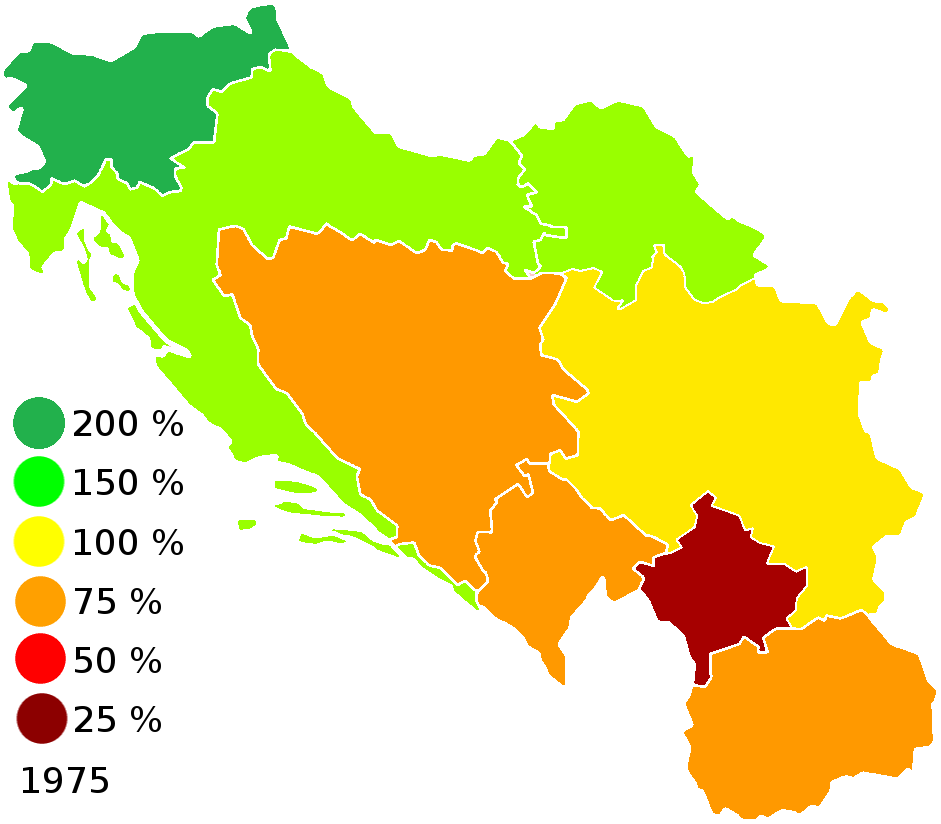
Sức mạnh trung bình của nền kinh tế Nam Tư khi sai lệch so với chỉ số chính (Nam Tư = 100 %) vào năm 1975. Tỉnh tự trị XHCN Kosovo là thực thể nghèo nhất của Nam Tư.

### Xây dựng quyền tự chủ đáng kể: 1968–1974
Quyền tự trị của Kosovo được củng cố đáng kể vào năm 1968, do những thay đổi chính trị lớn tại Nam Tư. Sau khi Ranković bị lật đổ vào năm 1966, chương trình nghị sự của các nhà cải cách ủng hộ phân quyền tại Nam Tư, đặc biệt là từ Slovenia và Croatia, đã thành công vào năm 1968 trong việc đạt được sự phân quyền đáng kể theo hiến pháp, tạo ra quyền tự trị đáng kể ở cả Kosovo và Vojvodina, và công nhận một dân tộc Hồi giáo Nam Tư. Do những cải cách này, đã có một cuộc đại tu lớn về giới cán bộ và cảnh sát của Kosovo, chuyển từ do người Serb thống trị sang do người Albania thống trị thông qua việc sa thải người Serb trên quy mô lớn. Những nhượng bộ khác đã được thực hiện cho người dân tộc Albania ở Kosovo để đối phó với tình trạng bất ổn, bao gồm cả việc thành lập Đại học Pristina trong vai trò một tổ chức tiếng Albania. Những thay đổi này tạo ra nỗi sợ hãi lan rộng trong người Serb rằng họ đang trở thành công dân hạng hai tại Nam Tư do những thay đổi này.

### Đạt được quyền tự chủ đáng kể: 1974–1990
Tỉnh tự trị Xã hội chủ nghĩa Kosovo nhận được nhiều quyền tự trị hơn trong Serbia và Nam Tư theo cải cách hiến pháp vào năm 1974. Trong các hiến pháp mới của Nam Tư và Serbia, được thông qua trong cuộc cải cách năm 1974, Kosovo được trao quyền tự trị lớn, cho phép  tỉnh không chỉ có chính quyền và hội đồng riêng mà còn có quyền tự chủ đáng kể về hiến pháp, lập pháp và tư pháp.
Theo Hiến pháp của Nam Tư và Serbia, tỉnh tự trị XHCN Kosovo cũng có được Hiến pháp của riêng mình.  Tỉnh Kosovo giành được các vị trí quan chức cấp cao nhất, đáng chú ý nhất là Ban chủ tịch và Chính phủ, và giành được một ghế trong Đoàn Chủ tịch Nam Tư Liên bang (bao gồm cả quyền phủ quyết ở cấp liên bang), tương đương với tình trạng của CHXHCN Serbia.
Giai cấp thống trị địa phương do người Albania thống trị đã yêu cầu công nhận Kosovo là một nước cộng hòa song song với Serbia trong Liên bang, và sau cái chết của Josip Broz Tito vào năm 1980, các yêu cầu đã lại được đưa ra. Vào tháng 3 năm 1981, các sinh viên người Albania bắt đầu các cuộc biểu tình năm 1981 ở Kosovo, khi một cuộc biểu tình xã hội biến thành các cuộc bạo động quần chúng bạo lực với các yêu cầu dân tộc chủ nghĩa trên toàn tỉnh, và chính quyền Nam Tư ngăn chặn bằng vũ lực. Tình trạng những người phi Albania di cư tăng lên và căng thẳng sắc tộc giữa người Albania và những người phi Albania cũng tăng lên đáng kể, với các cuộc tấn công bạo lực, đặc biệt là nhằm vào các quan chức và đại diện chính quyền Nam Tư. 
Sự cố Đorđe Martinović năm 1985 và vụ thảm sát Paraćin năm 1987 góp phần tạo nên bầu không khí căng thẳng sắc tộc.
Vào năm 1988 và 1989, chính quyền Serbia tham gia vào một loạt các động thái được gọi là cách mạng chống quan liêu, dẫn đến việc sa thải ban lãnh đạo tỉnh vào tháng 11 năm 1988 và giảm đáng kể quyền tự trị của Kosovo vào tháng 3 năm 1989.
Vào ngày 28 tháng 6 năm 1989, Milošević dẫn đầu một lễ kỷ niệm lớn 600 năm Trận Kosovo năm 1389. Bài phát biểu Gazimestan của Milošević đánh dấu sự khởi đầu thời kỳ nổi lên về chính trị của ông, là một phần quan trọng của các sự kiện góp phần vào cuộc khủng hoảng diễn ra tại Kosovo.  Phong trào chủ nghĩa dân tộc Serbia tiếp sau đó cũng là một yếu tố góp phần vào Chiến tranh Nam Tư.
Tình trạng của Kosovo được trở lại như Tỉnh tự trị Kosovo và Metohija trước năm 1968 theo Hiến pháp Cộng hòa Serbia, được thông qua ngày 28 tháng 9 năm 1990.
Sau Chiến tranh Kosovo là việc Kosovo nằm dưới Chính quyền của Liên hợp quốc vào năm 1999. Sau đó, vào tháng 2 năm 2008, Kosovo tuyên bố độc lập khỏi Serbia, trong khi Serbia tiếp tục tuyên bố đây là tỉnh tự trị Kosovo và Metohija.

## Nhân khẩu

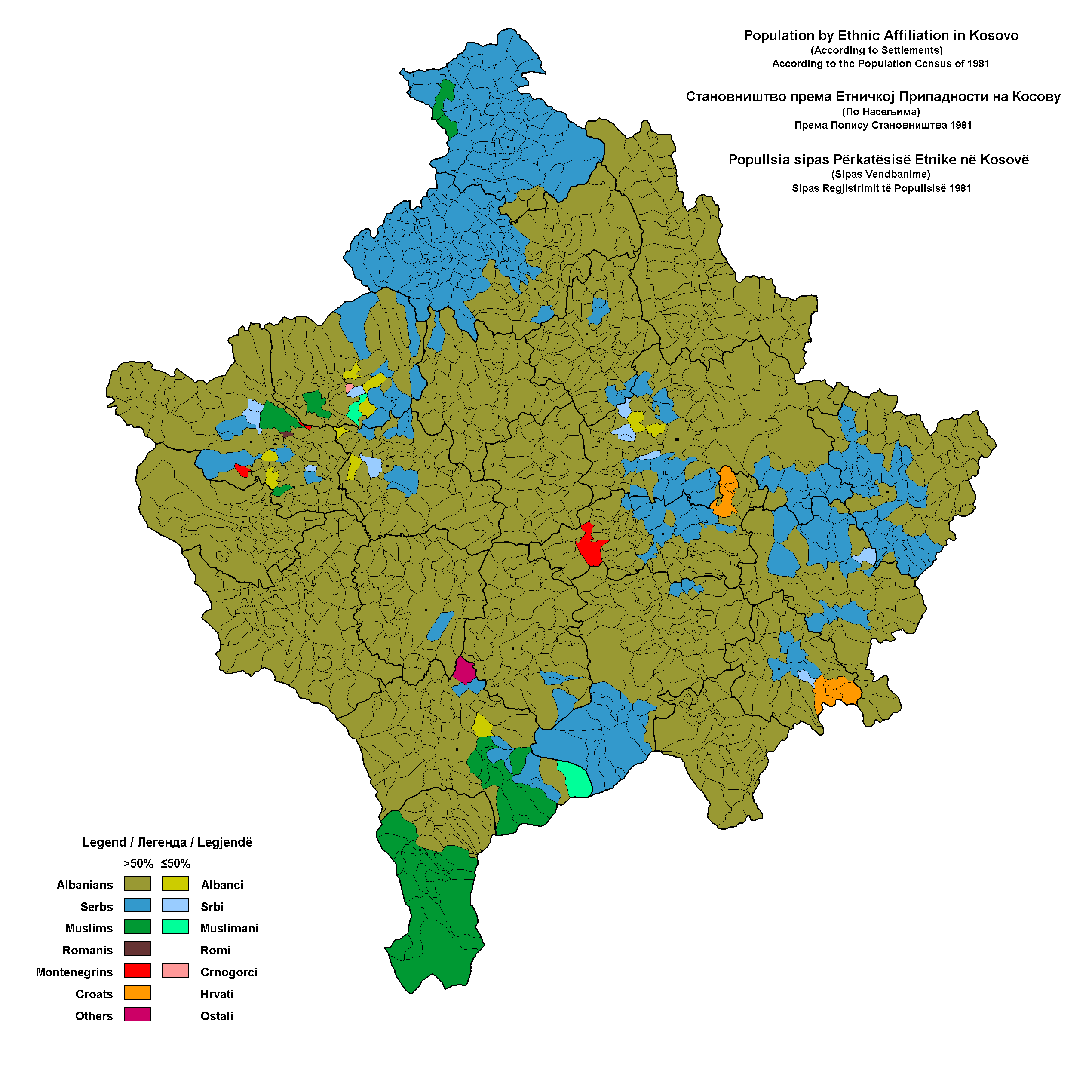
Cấu trúc dân tộc của Kosovo theo khu dân cư, theo điều tra dân số năm 1981

Theo điều tra nhân khẩu năm 1981, dân số của tỉnh là 1.584.441 người, bao gồm:
- 1.226.736 người Albania (77,4%)
- 236.526 người Serb (14,93%)
- 58.562 dân tộc Hồi giáo (3,7%)
- 34.16 người Di-gan (2,2%)
- 12.513 người Thổ Nhĩ Kỳ (0,8%)
- 8.717 người Croatia (0,6%)
- 2.676 người Nam Tư (0,2%)
- 4.584 người khác (0,2%)

## Chính trị
Đảng chính trị duy nhất trong tỉnh là Liên đoàn Những người cộng sản Kosovo, là một phần của Liên đoàn Những người cộng sản Serbia và một phần của Liên đoàn Những người cộng sản Nam Tư.
Thủ tướng
Chủ tịch Hội đồng chấp hành của Ủy ban nhân dân tỉnh tự trị Xã hội chủ nghĩa Kosovo:
- Fadil Hoxha, 1945–1953

Chủ tịch Hội đồng chấp hành của tỉnh tự trị Xã hội chủ nghĩa Kosovo: 
- Fadil Hoxha, 1953–1963
- Ali Shukri, 1963 – Tháng 5 năm 1967
- Ilija Vakić, tháng 5 năm 1967 – tháng 5 năm 1974
- Bogoljub Nedeljković, tháng 5 năm 1974 – tháng 5 năm 1978
- Bahri Oruçi, tháng 5 năm 1978 – tháng 5 năm 1980
- Riza Sapunxhiu, tháng 5 năm 1980 – tháng 5 năm 1982
- Imer Pula, tháng 5 năm 1982 – ngày 5 tháng 5 năm 1984
- Ljubomir Neđo Borković, ngày 5 tháng 5 năm 1984 – tháng 5 năm 1986
- Namzi Mustafa, tháng 5 năm 1986 – 1987
- Kaqusha Jashari, 1987 – Tháng 5 năm 1989
- Nikolla Shkreli, tháng 5 năm 1989 – 1989
- Daut Jashanica, 1989
- Jusuf Zejnullahu, 4 tháng 12 năm 1989 – 5 tháng 7 năm 1990

Chủ tịch
Chủ tịch Ủy ban giải phóng nhân dân tỉnh tự trị Xã hội chủ nghĩa Kosovo:
- Mehmed Hoxha, 1 tháng 1 năm 1944 – 11 tháng 7 năm 1945

Chủ tịch Hội đồng lập pháp của tỉnh tự trị Xã hội chủ nghĩa Kosovo:
- Fadil Hoxha, 11 tháng 7 năm 1945 – 20 tháng 2 năm 1953;  24 tháng 6 năm 1967 – 7 tháng 5 năm 1969
- Ismet Saqiri, 20 tháng 2 năm 1953 – 12 tháng 12 năm 1953
- Đorđije Pajković, 12 tháng 12 năm 1953 – 5 tháng 5 năm 1956
- Pavle Jovićević, 5 tháng 5 năm 1956 – 4 tháng 4 năm 1960
- Dusan Mugoša, 4 tháng 4 năm 1960 – 18 tháng 6 năm 1963
- Stanoje Akšić, 18 tháng 6 năm 1963 – 24 tháng 6 năm 1967
- Ilaz Kurteshi, 7 tháng 5 năm 1969 – tháng 5 năm 1974

Chủ tịch của tỉnh tự trị Xã hội chủ nghĩa Kosovo:
- Xhavit Nimani, tháng 3 năm 1974 – 1981
- Ali Shukriu, tháng 8 năm 1981 – 1982
- Kolë Shiroka, 1982 – tháng 5 năm 1983
- Shefqet Nebih Gashi, tháng 5 năm 1983 – tháng 5 năm 1985
- Branislav Skembarević, tháng 5 năm 1985 – tháng 5 năm 1986
- Bajram Selani, tháng 5 năm 1986 – tháng 5 năm 1988
- Remzi Kolgeci, tháng 5 năm 1988 – 5 tháng 4 năm 1989
- Hysen Kajdomcaj, 27 tháng 6 năm 1989 – 11 tháng 4 năm 1990